# Vili Resnik
Vili Resnik, slovenski pevec zabavne in rock glasbe, * 27. november 1963, Ljubljana
Z glasbo se je začel ukvarjati že v 5. razredu osnovne šole, ko se je odločil postati kitarist. V mladosti je sodeloval v več slovenskih rock zasedbah, v katerih je pel in igral (Herbie, Junaki nočne kronike, Pomaranča, Yunk, Spin). Pomembno prelomnico v njegovi glasbeni karieri je pomenila pridružitev skupini Pop Design, katere frontman je bil med letoma 1990 in 1995. Posnel je nekatere izmed največjih uspešnic skupine (»Ne bom ti lagal«, »Ko si na tleh«, »Potepuh«).
Leta 1995 se je podal na samostojno glasbeno pot. Do sedaj je izdal 5 samostojnih albumov: Zdaj živim, Rad bi bil s teboj, Zadnji žigolo, Odiseja in Reka želja. Prva leta njegove solo kariere so zaznamovale udeležbe na vseh večjih slovenskih glasbenih festivalih (Melodije morja in sonca, Slovenska popevka, Orion, Ema). Največji festivalski uspeh je doživel leta 1998, ko je s pesmijo »Naj bogovi slišijo« zmagal na Emi. Tako je Slovenijo zastopal na Pesmi Evrovizije 1998 v Birminghamu in zasedel 18. mesto izmed 25 držav. Istega leta ga je Nedeljski dnevnik imenoval za pevca leta. Uspešno je bilo tudi sodelovanje na Melodijah morja in sonca 1997, na katerih je prejel nagrado za najboljšo interpretacijo za pesem »Ko vrbe jokajo«. Ta mu je pozneje prinesla še zlatega petelina za naj pop pesem.
Velika uspešnica je bila pesem »Na fuzbal me pust«, ki jo je posnel ob uvrstitvi slovenske reprezentance na svetovno nogometno prvenstvo leta 2002. V zadnjih letih je izdal pesmi »Rane« (2010), s katero se je prijavil na Emo 2010, a se z njo na festival ni uvrstil, »In zadišijo dalije« (2011), »Se zgodi« (2012), »Prevarala si me« (2013) in »Ne morem brez nje« (2014). 
Leta 2019 je naredil veliki ''comeback'' in do danes posnel 8 novih skladb, skladba Moja generacija pa je postala uspešnica . Singli od 2019 dalje: »Diham zate« (2019), »Moj objem« (2019), »Še zdaj ne vem zakaj« (2020), »Ti si me čakala« (2021), »Moja generacija« duet z Erosi (2020), »Moja dolina« (2021), »Lepa za umret« (2022) in »Ona me ljubi« (2023). 

## Zasebno življenje
Vili Resnik ima štiri otroke; dva iz prvega zakona in dva iz drugega.

## Nastopi na glasbenih festivalih

### EMA
- 1996: »Nekdo, ki zmore vse« (Primož Peterca - Primož Peterca) – 5. mesto (56 točk)
- 1997: »Tvoja pesem« (Sašo Fajon - Vili Resnik - Sašo Fajon) – 6. mesto (1.521 telefonskih glasov)
- 1998: »Naj bogovi slišijo« (Matjaž Vlašič - Urša Vlašič - Matjaž Vlašič) – 1. mesto (7.391 telefonskih glasov)

### Melodije morja in sonca
- 1997: »Ko vrbe jokajo« – nagrada za najboljšo interpretacijo
- 2000: »Daj« – 3. mesto
- 2005: »Nemirno srce« – 11. mesto v polfinalu

### Pesem Evrovizije
- 1998: »Naj bogovi slišijo« – 18. mesto

### Slovenska popevka
- 1999: »Zadnji žigolo« (Matjaž Vlašič - Urša Vlašič - Sašo Fajon) – 7. mesto (2.366 telefonskih glasov)

### Hit festival
- 2003: »Smeh in solze«

## Diskografija
- Zdaj živim (1996)
- Rad bi bil s teboj (1997)
- Zadnji žigolo (1998)
- Odiseja (2000)
- Reka želja (2004)
- Svet je lep (2014)

## Uspešnice
- »Zdaj živim«
- »Vse, kar sva bila« (duet z Marto Zore)
- »Ogenj v meni«
- »Iščem te«
- »Kot ptica«
- »Ker veš, da te ljubim«
- »Tvoja pesem«
- »Rad bi bil s teboj«
- »Ko vrbe jokajo«
- »Briga me«
- »Vroča noč«
- »Naj bogovi slišijo«
- »Zadnji žigolo«
- »Na fuzbal me pust«

| Predhodnik: Tanja Ribič | Slovenija na Pesmi Evrovizije 1998 | Naslednik: Darja Švajger |

1. ↑  »Vili Resnik ponovno v veselem pričakovanju«. Žurnal 24. 7. september 2021. Pridobljeno 30. junija 2021.